# Danny Elfman
Daniel Robert „Danny” Elfman (Los Angeles, 1953. május 29. –) háromszoros Primetime Emmy- és Grammy-díjas amerikai zeneszerző. Leginkább filmeknek, televíziós műsoroknak komponált zenéivel szerzett magának hírnevet. Az Oingo Boingo nevű rock-együttest vezette 1976-tól annak megszűntéig 1995-ig. Különösen ismertek jó barátja, Tim Burton filmjeihez készült munkái. Az Ed Wood, ill. Sweeney Todd, a Fleet Street démoni borbélya című filmek kivételével Burton minden filmjének zenéjét ő jegyzi. A Batman zenéjéért Grammy-díjat is kapott. A Született feleségek fő témájának megkomponálásáért Emmy-díjjal tüntették ki. Jelölték továbbá négy Oscar-díjra, őt dicséri a Simpson család főcímdala, és énekli (számtalan más szereppel együtt) Jack Skellington (magyarul több neve van: Csontváry Jack, Csontvázy Jack, Csontvázy Izsák, illetve Rosszcsont Jack) szerepét a Karácsonyi lidércnyomásban. 2003 óta felesége Bridget Fonda színésznő.

## Élete, karrierjének kezdete
Az Amerikai Egyesült Államokban született Los Angelesben, Kalifornia államban Blossom Elfman (írónő és tanár), ill. Milton Elfman (szintén tanár) fiaként, aki az amerikai légierő (United States Air Force - USAF) tagja volt. Egy etnikailag vegyes közösségben nőtt fel Baldwin Hills (Los Angeles) területén. Ideje legnagyobb részét helyi mozikban töltötte és csodálattal hallgatta olyan film-zeneszerzők műveit, mint Bernard Herrmann és Franz Waxman.
Középiskolában a "banda bunkókkal" lógott együtt, alapított egy ska zenekart. Miután kikerült a középiskolából Richardot, bátyját követve Franciaországba került, ahol a Le Grand Magic Circus-szel, egy avant-garde (avantgárd) musical színházzal lépett fel. Legközelebb Elfman hegedűvel a hóna alatt Afrikába utazott, Ghánán, Malin, Felső-Voltán keresztül, megismerve új zenei stílusokat, beleértve a ghánai "highlife" zenei stílust, amely saját zenei világára is befolyást gyakorolt. Egyéves utazása alatt elkapta a maláriát, igen gyakran volt beteg. Hazatért az USA-ba, ahol bátyja egy új musical színházi csapat (The Mystic Knights of the Oingo Boingo) alapításán munkálkodott. A zenekar készítette Richard debütáló filmjének (Forbidden Zone) a zenéjét. Ez volt Danny Elfman első film-zeneszerzői munkája, egyúttal ő játszotta a sátán szerepét a filmben. Mire a film elkészült, a zenekar neve Oingo Boingo lett és elkezdtek rockegyüttesként lemezeket felvenni, turnézni.

## Elfman és Burton
1985-ben Tim Burton és Paul Reubens felkérték Elfman-t, hogy első játékfilmjükhöz (Pee Wee nagy kalandja) írjon zenét. Először nyugtalankodott, hiszen hivatalos képzése nem volt, de Steve Bartek az Oingo Bongo gitárosa segítette a hangszerelésben, így elérte célját és sikerült olyan zenei hangulatot megteremtenie, amilyet Nino Rota-nak, vagy Bernard Herrmann-nak. Művének első hangjai felvétele kapcsán (Music for a Darkened Theatre), úgy nyilatkozott, hogy amikor először hallotta, ahogy egy teljes zenekar elkezd játszani a kottájából, az egész életének leglenyűgözőbb pillanata volt. Elfman rögtön közelebbi kapcsolatba került Burton-nel. Egyszer vesztek össze tartósabban, ezért jegyzi az Ed Wood zenéjét Howard Shore. A Sweeney Todd, a Fleet Street démoni borbélya egy Broadway musical adaptációja, melyet Stephen Sondheim írt.
Burton a következőt mondta kapcsolatukról: "Még csak beszélnünk sem kell a zenéről. Még intellektualizálnunk sem kell, az a jó mindkettőnknek, hogy ebben hasonlítunk. Nagyon szerencsések vagyunk, hogy kapcsolatba kerültünk egymással."(Breskin 1997.)

## Filmográfia
- Beverly Hills-i zsaru (1984)
- Pee Wee nagy kalandja (1985)
- Bölcsesség (1986)
- Botcsinálta tanerő (1987)
- Szellemes karácsony (1988)
- Sürgető ügető
- Éjszakai rohanás
- Beetlejuice – Kísértethistória
- Mesék a kriptából (1989)
- Batman
- Ollókezű Edward (1990)
- Dick Tracy
- Darkman
- Az éjszaka szülöttei
- Batman visszatér (1992)
- Batman
- A sötétség serege
- Sommersby (1993)
- Karácsonyi lidércnyomás
- Weird Science (1994)
- Fekete szépség
- Darkman 2 – Durant visszatérése
- Stephen King: Dolores Clairborne (1995)
- Majd' megdöglik érte
- Mesék a kriptából – Démonlovag
- Törjön ki a frász! (1996)
- Támad a Mars!
- Pokolsztráda
- Mission: Impossible
- Mesék a kriptából - Vérbordély
- Halálos terápia
- Men in Black – Sötét zsaruk (1997)
- Good Will Hunting
- Flubber – A szórakozott professzor
- Zavaros vizeken (1998)
- Villám
- Szimpla ügy
- Ösztön (1999)
- Mindenütt jó
- Az Álmosvölgy legendája
- Túszharc (2000)
- Segítség, apa lettem!
- Novocaine (2001)
- Kémkölykök
- A majmok bolygója
- Pókember (2002)
- Men in Black – Sötét zsaruk 2.
- Chicago
- A vörös sárkány
- Nagy Hal (2003)
- Pókember 2. (2004)
- Charlie és a csokigyár (2005)
- A halott menyasszony
- Mélytengeri élővilág (dokumentumfilm) (2006)
- Malac a pácban (2006)
- A Simpson család – A film (2007)
- A Robinson család titka
- A királyság
- Wanted (2008)
- Parancsra tettük
- Milk
- Woodstock a kertemben (2009)
- Terminátor: Megváltás
- NOTORIOUS B.I.G. - A N.A.GY. rapper
- Farkasember (2010)
- Alice Csodaországban
- A következő három nap - The Next Three Days
- Vasököl (2011)
- A nyugtalanság kora
- Men in Black – Sötét zsaruk 3. (2012)
- Frankenweenie – Ebcsont beforr
- Éjsötét árnyék
- Óz, a hatalmas (2013)
- Wednesday (televíziós sorozat) (2022)

## Fordítás
- Ez a szócikk részben vagy egészben  a   Danny Elfman című angol Wikipédia-szócikk fordításán alapul.  Az eredeti cikk szerkesztőit annak laptörténete sorolja fel. Ez a jelzés csupán a megfogalmazás eredetét és a szerzői jogokat jelzi, nem szolgál a cikkben szereplő információk forrásmegjelöléseként.